# Боданінський Усеїн Абдурефійович
Усеї́н Абдурефі́йович Бода́нінський (крим. Üsein Abdurefi oğlu Bodaninskiy; 13 грудня 1877, с. Бадана, Сімферопольський повіт, Таврійська губ.  — 17 квітня 1938) — видатний діяч кримськотатарської культури, художник-декоратор, мистецтвознавець, етнограф, історик, музейний працівник. Засновник і перший директор музею у бахчисарайському Ханському палаці. Один із організаторів і керівників археологічних та етнографічних експедицій по Криму, Член-кореспондент Всесоюзної академії художніх наук (1927). Жертва сталінських репресій. Брат Алі Боданінського (1866—1920).

## Біографія
Народився в селі Бадана Сімферопольського повіту (нині Перове Сімферопольського району АР Крим) в родині викладача кримськотатарської мови і літератури Сімферопольського народного татарського училища.
Початкову освіту здобув у татарській учительській семінарії Сімферополя (1895). За рахунок громадських коштів був відправлений 1895 р. до Москви, вивчав мистецтво у Строгановському художньо-промисловому училищі (майстерня К. Коровіна), яке закінчив 1905 р. зі званням художника ужиткового мистецтва. Працював вчителем малювання в Комерційному училищі в Сімферополі, згодом повернувся до Москви, де викладав у Строгановському училищі. На Всеросійському конкурсі (1909) одержав 1-у премію за ескізи меблів.
Удосконалював свою майстерність за кордоном: працював у Парижі, Стамбулі, Мюнхені, Дрездені (1907—1909), вивчав монументальний живопис доби Відродження в Римі, Флоренції та Венеції (1912)
1911 працював у Санкт-Петербург з академік архітектури І. Фоміним як художник-декоратор, виконував ескізи інтер'єрів у громадських та приватних будівлях.
Двадцять років він жив за межами Криму, і повернувся на півострів на прохання брата. На батьківщині він одразу активно включився в суспільне життя, став делегатом Курултаю.
Оселившись в Бахчисараї, повністю присвятив себе вивченню історії та етнографії свого народу. Спочатку він засновує тут Бахчисарайський осередок Петроградського товариства захисту та збереження пам'яток давнини. У 1917 році Усеїн Боданінський домігся від Тимчасового уряду постанови про створення Музею тюрко-татарської культури (згодом — Бахчисарайський палац-музей) у приміщенні бахчисарайського Хансараю. Його директором він був до 1934 р. З самого початку свого керівництва музеєм розпочав формування кримськотатарського фонду в умовах недостатнього фінансування та обмеженої кількості співробітників. Разом з колективом музею пережив голод та епідемію тифу 1922 року, про що згадував у своєму щоденнику.
Боданінському вдалося встановити дружні стосунки з місцевим населенням, сформувати мережу «представництв музею» навіть у віддалених селах Кримського півострову, завдяки чому до музею надходили рідкісні експонати.
Усеїн Боданінський був одним з організаторів, керівників та найактивніших учасників археологічних та етнографічних експедицій (1924—1929). Найбільшою була експедиція 1925 року, коли дослідники відвідали 64 кримських села, зібрали безліч предметів побуту, записали місцевий фольклор та описали життя кримських татар в різних регіонах Криму. Вчений також зміг приєднати до музею печерні міста в Бахчисарайському районі — Чуфут-Кале, Мангуп-Кале, Ескі-Кермен та Тепе-Кермен, а також всі мавзолеї-дюрбе, стародавні мечеті та надати їм державного захисту. Археологічні розкопки, проведені працівниками музею на території поселення Ескі-Юрт та знайдені там могильні надгробки та плити, привідкрили багату історію кримських татар ще до утворення Кримського ханства. Усеїн Боданінський також був ініціатором відкриття меморіального будинку-музею I. Гаспринського.
На Міжнародній виставці в Парижі презентував предмети традиційного побуту кримських татар.
Автор багатьох наукових праць, присвячених кримськотатарській історії та культурі.
У 1934 р. Боданінського усунули з посади директора музею. Протягом 1935—1937 років він перебивався випадковими заробітками у Москві та Тбілісі. 1937 р. його було заарештовано за звинуваченнями в участі у контрреволюційній націоналістичній організації та роботі на іноземну розвідку і 17 квітня 1938 року — разом з іншими видатними діячами кримськотатарського культурного відродження — розстріляно в Сімферополі.
Невелика частина творів художника зберігається у фондах Бахчисарайського державного історико-культурного заповідника, інші роботи були знищені після смерті митця.
Усеїну Боданінському та його сподвижникам належить унікальна роль зі збору автентичних елементів культурної спадщини кримських татар, багато з яких сьогодні знаходяться в музеях України. Частина з цих експонатів (вироби із золота і срібла, виконаних в техніці філігрань) була представлена 2022 року в експозиції виставки «MİRAS. Спадщина» в Скарбниці Національного музею історії України (2022—2024).

## Творчість
Автор картин: «Місячний вечір» (1910), «Піонери» (1930), обкладинка й 17 ілюстрацій (1926) до книжки «Кримські татарські дитячі пісні» (кримськотатар. мовою).
Створив ескізи костюмів до балету Б. Асаф'єва «Бахчисарайський фонтан» у Кримськотатарському державному драматичному театрі (1927).
Був художником-консультантом перших ігрових та документальних фільмів із життя кримських татар «Алім» (1926, режисер Г. Тасін, Ялтинська кіностудія), «Єшиль-Ада» («Зелений острів»,1925—1927).